# Ayumi hamasaki ARENA TOUR 2015 A Cirque de Minuit 〜真夜中のサーカス〜
『ayumi hamasaki ARENA TOUR 2015 Cirque de Minuit 〜真夜中のサーカス〜』（アユミ・ハマサキ・アリーナ・ツアー・2015・エー・エー シルク・ドゥ・ミニュイ まよなかのサーカス）は、浜崎あゆみが2015年に行ったライブツアーである。なお、タイトルにある「A」はロゴ表記。

## 解説
- 2014年の年末に行われたカウントダウンライブ「ayumi hamasaki COUNTDOWN LIVE 2014-2015 A Cirque de Minuit 〜真夜中のサーカス〜」を序章とし、2015年4月11日から6月7日にかけたライブツアーであり、6月27日から7月5日の「ayumi hamasaki ARENA TOUR A Cirque de Minuit ～真夜中のサーカス～ The FINAL」と称した追加公演を含めると、全国10カ所22公演、約17万3000人を動員したライブツアーである[1]。
- ツアー開催3日前の4月8日（デビュー日）には16thアルバム『A ONE』がリリースされており、本アルバム曲からもセットリストに組み込まれている。そのためか、このアルバムを引っ提げたツアーでもある。
- 浜崎が行ったライブ史上、最多曲となる34曲が披露となった[2]。

## ayumi hamasaki ARENA TOUR 2015 A Cirque de Minuit 〜真夜中のサーカス〜 The FINAL (映像作品)
『ayumi hamasaki ARENA TOUR 2015 A Cirque de Minuit 〜真夜中のサーカス〜 The FINAL』は、7月5日に横浜アリーナで行われた最終公演の模様が収録されたDVD及びBlu-ray Disc。同年10月28日に発売された。

### チャート成績
本映像作品はオリコン週間総合DVDランキングで首位を獲得した。浜崎の音楽DVDによる首位獲得は通算8作目で、オリコンのDVD総合首位獲得作品数において宇多田ヒカル、倖田來未と並び女性アーティスト歴代2位タイとなった。

### 収録曲
※ここではBlu-rayのディスクを基準としている。
1. Duty
2. Pride
3. Microphone
4. Lost in Trance
5. GAME
6. my name's WOMEN
7. until that Day...
8. 1 LOVE
9. WARNING
10. Diary[4]
11. HAPPY ENDING
12. Secret
13. Last minute
14. Tears
15. A Song for ××
16. Out of control
17. WALTZ
18. Anything for You
19. forgiveness
20. progress
21. a Bell
22. Rule
23. Lady Dynamite
24. immature
25. evolution
26. Mirrorcle World

-ENCORE-
1. teddy bear
※DVDはここからDisc2
2. Step by step
3. Movin' on without you
4. Sunrise 〜LOVE is ALL〜 〜 BLUE BIRD 〜 independent 〜 You & Me 〜 Greatful days 〜 blossom 〜 July 1st
5. Boys & Girls
6. The Show Must Go On
7. Who...
8. MY ALL

【Bonus Contents】
- Tour Document
- 全国MCコレクション[5]

## 参加ミュージシャン
- 浜崎あゆみ：Vocal

バンドメンバー
- 斉藤光隆：Bass
- 野村義男：Guitar
- 友成好宏：Keyboards
- 宮崎裕介：Keyboards
- 浜崎大地：Drums
- 山崎"Princess"陽子：Chorus
- Timothy Wellard：Chorus